# Associazione Calcio Cesena 1960-1961
Questa pagina raccoglie le informazioni riguardanti l'Associazione Calcio Cesena nelle competizioni ufficiali della stagione 1960-1961.

## Rosa
| N. |                   | Ruolo | Calciatore       |
| -- | ----------------- | ----- | ---------------- |
|    | Italia (bandiera) | D     | Piero Aggradi    |
|    | Italia (bandiera) | A     | Renzo Aldi       |
|    | Italia (bandiera) | A     | Bertoli          |
|    | Italia (bandiera) | A     | Bighini          |
|    | Italia (bandiera) | D     | Benito Boldi     |
|    | Italia (bandiera) | D     | Remo Bonci       |
|    | Italia (bandiera) | A     | Renzo Burini     |
|    | Italia (bandiera) | D     | Italo Castellani |
|    | Italia (bandiera) | C     | Paolo D'Odorico  |
|    | Italia (bandiera) | C     | Oreste Francia   |

| N. |                   | Ruolo | Calciatore       |
| -- | ----------------- | ----- | ---------------- |
|    | Italia (bandiera) | C     | Alvaro Gasparini |
|    | Italia (bandiera) | P     | Osvaldo Maffeis  |
|    | Italia (bandiera) | P     | Giorgio Maraldi  |
|    | Italia (bandiera) | D     | Moretti          |
|    | Italia (bandiera) | C     | Bruno Pollini    |
|    | Italia (bandiera) |       | Razzani          |
|    | Italia (bandiera) |       | Toni             |
|    | Italia (bandiera) | C     | Giorgio Turchi   |
|    | Italia (bandiera) | A     | Romano Voltolina |